# Suicidio assistito

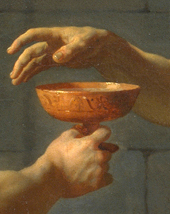
Dettaglio della Morte di Socrate di David. Un discepolo porge a Socrate una coppa di cicuta

Il suicidio assistito è l'aiuto medico e/o amministrativo portato a un soggetto che ha deciso di morire tramite suicidio.
     Legale
     Legale per sentenza giudiziaria, ma non legiferato o regolamentato
     Illegale

Legale
Legale per sentenza giudiziaria, ma non legiferato o regolamentato
Illegale

Il tema è oggetto di forte dibattito internazionale, sia per questioni di natura religiosa sia per questioni di natura etica.
A differenza dell'eutanasia, nel suicido assistito l'atto di togliersi la vita, somministrandosi le sostanze necessarie in modo autonomo e volontario, è compiuto interamente dal soggetto stesso e non da soggetti terzi, che invece si occupano di assistere la persona per gli altri aspetti: ricovero, preparazione delle sostanze e gestione tecnica/legale post mortem.

## Legislazione
In alcune nazioni, tra le quali il Belgio, la Colombia, il Lussemburgo, i Paesi Bassi, la Svizzera, e gli stati dell'Oregon, Washington, Montana e California negli Stati Uniti, il suicidio assistito è permesso a patto del rispetto di condizioni che variano da ordinamento a ordinamento.

### Italia
In Italia, il suicidio assistito è consentito dal 2019 in specifiche circostanze a seguito della sentenza 242/2019 della Corte costituzionale della Repubblica Italiana, che si è espressa rispetto all'illegittimità costituzionale dell'art. 580 del Codice Penale, prevedendo una deroga all'applicazione dello stesso (non punibilità) in casi simili a quello posto in giudizio.
Mentre l'eutanasia attiva rimane illegale, il suicidio assistito è ammesso se vengono soddisfatte le seguenti condizioni:
- il paziente soffre di una patologia irreversibile;
- il paziente prova sofferenze fisiche o psicologiche che ritiene insopportabili;
- il paziente dipende da trattamenti di sostegno vitale;
- il paziente è pienamente capace di prendere decisioni libere e consapevoli.

Le suddette condizioni, così come le modalità di assistenza per un suicidio assistito richiesto liberamente e autonomamente, devono essere verificate da una struttura sanitaria pubblica con il previo parere favorevole del comitato etico territorialmente competente.
Nel 2024 la Corte ha confermato la precedente sentenza e ha chiarito che:
- i trattamenti di sostegno vitale non si limitano a quelli somministrati da personale medico, ma includono anche quelli forniti da familiari o caregiver;
- la sentenza si applica anche ai pazienti che necessitano di trattamenti di sostegno vitale ma hanno scelto di rifiutarli.

A febbraio 2025, il Parlamento italiano non ha ancora legiferato sulla regolamentazione del suicidio assistito, mentre il Consiglio regionale della Toscana ha approvato una legge regionale che ne disciplina le procedure organizzative in attuazione delle sentenze della Corte costituzionale. I Consigli regionali di Puglia e Emilia-Romagna sono intervenuti amministrativamente sulla materia attraverso delibere regionali, mentre le restanti 17 regioni italiane devono ancora stabilire procedure e tempistiche.
Il 16 giugno 2022 è stato eseguito il primo suicidio assistito in Italia. Al 22 luglio 2025, nove persone hanno ricevuto il suicidio assistito in Italia.

### Svizzera
In Svizzera, la persona che vuole accedere al suicidio assistito deve trovarsi in condizioni di "sofferenza inguaribile", essere adeguatamente informata sulle alternative e capace di intendere e di volere, ed è tassativamente vietata l'assistenza fornita con motivi di lucro o «egoistici».